# 岳飛

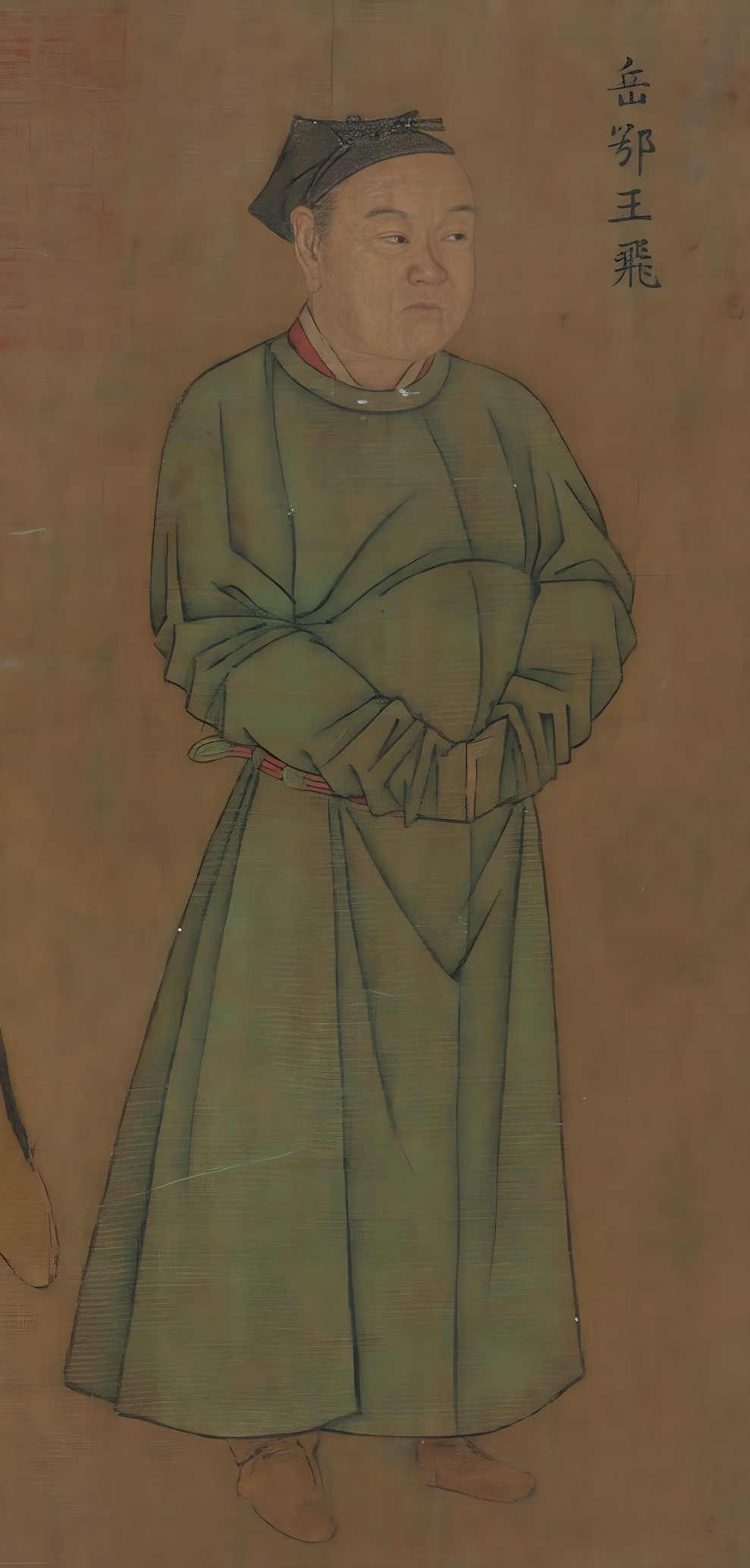
岳飛像（中国国家博物館蔵）

岳 飛（がく ひ、拼音: Yuè Fēi、崇寧2年2月15日（1103年3月24日）- 紹興11年12月29日（1142年1月27日））は、中国南宋の武将。字は鵬挙（ほうきょ）。相州湯陰県の出身。南宋を攻撃する金に対して幾度となく勝利を収めたが、岳飛らの勢力が拡大することを恐れた宰相の秦檜に謀殺された。その功績を称えて後に鄂王（がくおう）に封じられ（岳鄂王と呼ばれる）、関羽と並んで祀られている。その後に神格化され、明代に靖魔大帝に封ぜられた。書も能くし、「出師の表」も書いており、文化的イメージと結びつけられやすく、小説や京劇などでもよくとりあげられる人物である。

## 生涯

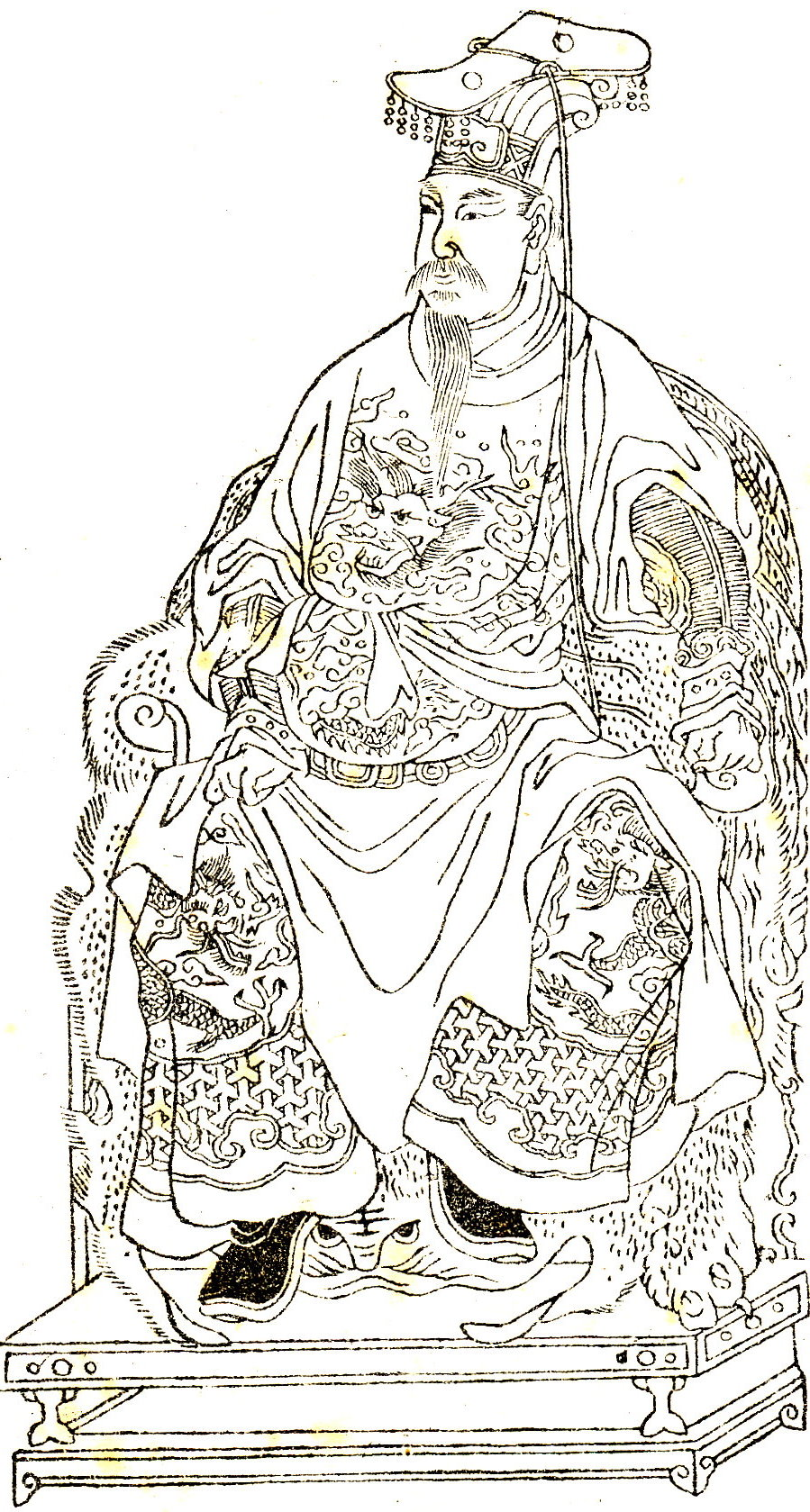
岳飛（『晩笑堂竹荘画伝』より）

岳飛は元々は豪農の出であったが、幼い頃に父を亡くし、生母の姚氏に育てられたという。
やがて21歳の時、北宋末期の宣和4年（1122年）に開封を防衛していた宗沢が集めた義勇軍に参加した。岳飛は武勇に優れ、その中で金との戦いなどに軍功を挙げて頭角を現し、紹興4年（1134年）には清遠軍節度使・荊湖北路襄陽府潭州制置使に任命された。
しかし、増大する名声が秦檜派の反感と嫉視を招くことになる。
紹興10年（1140年）に北伐の軍を起こすと、朱仙鎮（現在の河南省開封市祥符区）で会戦を行い、金の総帥斡啜の率いた軍を破って開封の間近にまで迫るが、秦檜の献策により友軍への撤退命令が出され、孤立した岳飛軍も撤退を余儀なくされた。これは『宋史』の記録であるが、『金史』にこの会戦の記録はない。
その後、秦檜により金との和議が進められる。それに対して、主戦派の筆頭であり民衆の絶大な人気を持った岳飛は危険な存在であり、紹興11年12月（1142年1月）に秦檜は岳飛・岳飛の子の岳雲・岳家軍の最高幹部である張憲に対し、冤罪を被せて謀殺した（表向きは謀反罪であった。軍人の韓世忠が「岳飛の謀反の証拠があるのか」と問うたが、秦檜は「莫須有（あったかもしれない）」と答えている）。この時、岳飛は39歳、岳雲は23歳だった。その背には母親によって彫られたとされる黥（入れ墨）「尽忠報国」の4文字があったという。

## 没後

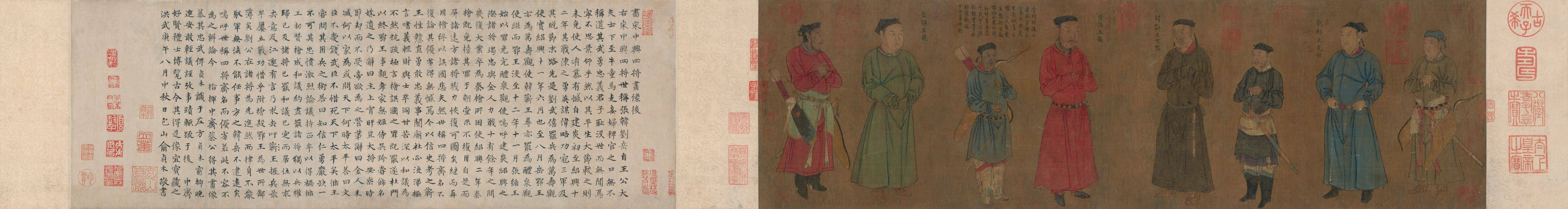
南宋の画家劉松年が宋の英雄を描いた「中興四将」。劉光世・韓世忠・張俊・岳飛の全身像が描かれており、岳飛は左から2番目である。

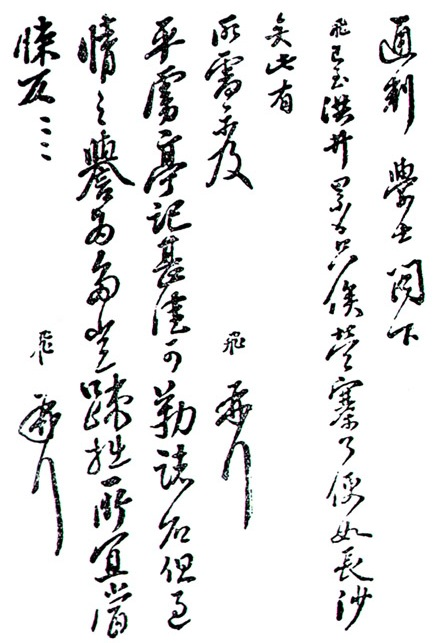
岳飛が書いたとされる書

紹興32年（1162年）、孝宗が即位したことを機に岳飛の冤罪が晴れ、官職の回復と改葬が行われた。淳熙5年（1178年）、武穆と諡され、嘉泰4年（1204年）には鄂王に追封された。
杭州の西湖のほとりには岳王廟が建立され、岳王廟の岳飛・岳雲父子の墓の前には、彼らを陥れた秦檜夫婦・張俊らが縄で繋がれた形で正座させられている像が造られている。近年は当局により禁止されているが、かつては彼らに唾を吐きかける風習があった。
岳飛は後代、救国の英雄として称えられた。現代でも中国の歴史上の英雄と言えば、まず岳飛の名前が挙がるほどである。

## 家族

### 妻
- 劉氏（離婚）
- 李娃

### 弟
- 岳翻

### 男子
- 岳雲・岳雷・岳霖・岳震・岳霆

### 女子
- 岳安娘

### 子孫
- 岳珂（中国語版）（岳飛の子の岳霖の子）
- 岳鎮邦（岳飛の17世の孫、清の武将）
- 岳鍾琪（中国語版）（岳鎮邦の子の岳昇龍の子、四川提督、1686年 - 1754年）
- 楽以琴（中華民国の軍人・エースパイロット。中華民国空軍の「四大金剛」と称される）

以下の両名は、当時において岳飛の子孫とされた、ないしは称された人物である。
- 岳維峻（中華民国の軍人。国民軍・国民革命軍に所属）
- 岳開先（岳飛から26世、岳鍾琪から7世の孫と称される。中華民国の政治家。国民政府・汪兆銘政権などに参加）

## 岳飛を扱った作品
- 『岳墳忠蹟』（がくふんちゅうせき） 古呉墨浪子編 『西湖佳話』[注釈 1]。日本語訳は内田道夫[注釈 2] 訳 『岳墳の忠跡』がある。平凡社 中国古典文学大系 39 1969年 p.340-361、 ISBN 9784582312393
- 説岳全伝（中国語版） - 清代の小説。田中芳樹によるリライト『岳飛伝』がある。
- 岳飛伝 - 岳飛を主人公とした北方謙三の小説。
- 岳飛伝 THE LAST HERO - 岳飛を主人公とした2013年の中国のテレビドラマ。
- 少年岳飛 - 岳飛を主人公とした2011年の中国のアニメ映画。